# Autor (botanika)
Autor je v botanické taxonomii člověk – botanik, který popsal určitý taxon. V případě zápisu určitého taxonu se píše za latinský název celý nebo ve zkratce. Známější a zažitější autoři se píší ve zkratce (např. L. – Carl Linné) u méně známých autorů se uvádí jméno celé (Colla – Luigi Colla, N. W. Simmonds – Norman Willson Simmonds). Jedná se o jméno po otci, které mohou dědit potomci autora. Občas se stává, že pro jednoho autora existuje více zkratek (viz Seznam botaniků a mykologů dle zkratek). Ve starší literatuře se setkáme se jmény, které se dnes již píší zkratkami (např. dříve uváděný Linneaus, dnes L.). Úkolem autora je popsat nový taxon a zveřejnit, případně uložit do herbáře jako herbářovou položku. Takovýto nový taxon může být uznaný, nebo neuznaný.

## Zápis
Ve vědecké literatuře je nezbytné používat vědecké názvosloví. Jeho jazykem je latina. Taxony vyšší než druh se píší vždy s velkým písmenem (např. Actinidiaceae, Poales – lipnicovité). Za ně se uvádí jméno autora, nebo jeho zkratka (např. Actinidiaceae Gilg & Werderm.). Druh a poddruhové taxony (subspecie, varieta, forma, atd.) se píší malými písmeny. Autor, případně kombinátor se uvádí za taxon, tzn. za říši, oddělení, třídu, řád, čeleď, rod i druh, ale též za subspecii, varietu, formu, subvarietu. Zápis pak může vypadat takto:
- Aktinidiaceae Gilg & Werderm.
- Poales
- Digitaria californica (BENTH.) HENRARD
- Hypericum humifosum L. f. liottardii Rouy et Fouc.
- Citrus aurantium ssp. japonica var. globifera subv. Margarita

Ve vědecké literatuře se dále za autora (kombinátora) uvádí datum, kdy autor či kombinátor zveřejnil daný popis. Autor ani datum se neuvádí v běžné literatuře a obecných botanických učebnicích kvůli ušetření místa.

## Synonyma
Původní publikované jméno taxonu se nazývá basionym. Následná jména jsou synonyma. Synonyma by se neměla používat, vyjma tzv. „chráněných jmen“. To jsou synonyma, která se tak zažila, že se běžně používají (např. Cruciferae – Brassicaceae, Palmae – Arecaceae). Příkladem mohou být synonyma ananasu chocholatého:
- Ananas comosus (L.) Merr. 1917 – latinské preferované jméno
- Bromelia comosa L. 1754 – basionym
- Ananas ananas (L.) Voss 1895 – synonymum
- Bromelia ananas L. 1753 – synonymum

## Kombinátor
Kombinátor, je člověk, který reklasifikuje daný taxon a změní tak jeho vědecké jméno, nebo ho přeřadí do jiného taxonu. Autor basionymu se pak píše do závorky za vědecké jméno, následuje kombinátor a datum zveřejnění tohoto nového taxonu. Datum se tedy vztahuje ke kombinátorovi a ne k autoru basionymu.

## Pojmenování kultivarů
V případě kulturních rostlin se za kultivar neuvádí jméno jeho autora. Zápis vypadá následovně:
- Citrus sinensis (L.) Osbeck ’Blood Orange’
- Citrus sinensis (L.) Osbeck ’Sláva Mičurina’